# Люберецкая панорама
«Любере́цкая панора́ма» — еженедельная газета городского округа Люберцы Московской области.
Газета распространяется по подписке и в розницу. По адресам социально значимых объектов она распространяется как по подписке, так и бесплатно.
Освещает актуальные вопросы из жизни района, публикует полезную для жителей района информацию, отвечает на социальные вопросы читателей, публикует тематические и развлекательные страницы, а также рекламные материалы и телепрограмму. Кроме того, «Люберецкая панорама» представляет официальные материалы (решения муниципальных властей и комментарии представителей исполнительной и представительной власти Люберецкого района и города Люберцы).
Деятельность редакции связана с выпуском СМИ, оказанием информационно-издательских, издательских, полиграфических и рекламных услуг населению и предприятиям области.
Газета выходит еженедельно, тираж составляет 10 тысяч экземпляров. С начала 2010 года «Люберецкая панорама» полностью изменила свой дизайн и стала выходить на 24 страницах.
«Люберецкая панорама» распространена преимущественно в Люберецком районе, включая Томилино, Октябрьский, Малаховка, Красково, Дзержинский, Лыткарино, Котельники и Некрасовка (Москва). Передачи транслируются по первой программе проводного вещания по будням с 18:10 до 19:00.

## История
Газета «Люберецкая панорама» стала издаваться с 26 февраля 2006 года и фактически является преемником региональной газеты «Люберецкая правда». Соучредителем газеты является администрация Люберецкого городского округа Московской области.
В марте 2006 года было создано государственное автономное учреждение «Люберецкое информационное агентство Московской области». С тех пор начала выходить газета «Люберецкая панорама».
Рубрики, такие как «Факты, события, комментарии», «К юбилею Великой Победы», «Духовное пространство», «Социальная защита», «Из приёмной главного редактора», «Ваше здоровье», пользуются популярностью у читателей газеты. Жители Люберецкого района отправляют письма в газету, становятся авторами публикаций, предлагают героев будущих статей и новые темы.
С октября 2007 года редакцию газеты возглавляет Рустам Хансверов. Штат сотрудников состоит из 14 человек. С 2008 года издаётся «Приложение к газете „Люберецкая панорама“ Вестник официальных документов», где публикуются нормативно-правовые акты городского округа Люберцы. В январе 2009 года в состав издания вошло «Радио Люберецкого региона», созданное на базе телерадиокомпании «РТВ-Подмосковье». В октябре 2016 года губернатор Московской области Андрей Воробьёв вручил главному редактору газеты Рустаму Хансверову знак «Заслуженный работник печати Московской области».
В декабре 2016 года тираж газеты составил 8 000 экземпляров. В январе 2017 года «Люберецкая панорама» вступила в Национальную тиражную службу. В 2018 году «Люберецкая панорама» провела ретрофотоконкурс к 395-летию Люберец.
В 2022 году «Люберецкая панорама» вместе с рядом других муниципальных газет, как «Факт», «Родник», «Лыткаринские вести», «Богородские вести», «Серп и молот», «Черноголовская газета», «Реут», «Дмитровский вестник» издается на базе ГАУ МО Издательский дом «Подмосковье». Ранее издательский дом занимался только выпуском двух региональных изданий «Подмосковье сегодня» и «Подмосковье. Неделя».
В июле 2022 года главным редактором «Люберецкой панорамы» стал Илья Попов.